# FIDLAR
FIDLAR is een punkband uit Los Angeles, opgericht in 2009. De band bestaat uit Zac Carper, Brandon Schwartzel, en de broers Elvis en Max Kuehn. De naam van de band is een acroniem voor 'Fuck It Dog, Life's a Risk', een term die Zac en zijn huisgenoten gebruikten tijdens skaten.

## Bezetting
- Zac Carper (zanger, gitarist)
- Brandon Schwartzel (bassist)
- Elvis Kuehn (zanger, gitarist)
- Max Kuehn (drummer)

## Discografie

### Studioalbums
- Fidlar (2013)
- Too (2015)
- Almost Free (2019)

### Ep's
- DIYDUI (2011)
- Don't Try... (2012)
- Shit We Recorded in Our Bedroom (2012)
- Don't Fuck With Vol. 01 (2022)
- That's Life (2023)
- Don't Fuck With Vol. 02 (2023)